# Mostra de Cinema Espiritual de Catalunya
La Mostra de Cinema Espiritual de Catalunya és un esdeveniment cinematogràfic anual organitzat per la Direcció General d'Afers Religiosos de la Generalitat de Catalunya. Té com a objectius acostar a la ciutadania l'extraordinària riquesa de la diversitat religiosa que existeix al nostre país, fer visibles les diferents manifestacions religioses i espirituals, i afavorir el diàleg i la convivència.
Les pel·lícules reflecteixen tant la sensibilitat d'alguna o algunes de les tradicions religioses com les grans qüestions que tot ésser humà es fa en algun moment de la seva trajectòria vital: el sentit de la vida i de la mort, la llibertat, l'amor, les malalties, la justícia i la solidaritat des d'una perspectiva transcendent, etc.
El format cinefòrum de la Mostra permet la presència d'especialistes en el món del cinema, filòsofs, periodistes, intel·lectuals i membres de diferents confessions religioses, que fan la presentació de la pel·lícula i condueixen el debat posterior.

## Història
La Mostra neix l'any 2004 de la mà de mossèn Peio Sánchez, professor de la Facultat de Teologia de Catalunya, responsable de cinema de Arquebisbat de Barcelona i especialista en cinema religiós.
Fins a l'any 2013 la Mostra a Barcelona havia estat organitzada per l'Arquebisbat de Barcelona, però a partir del 2014 el relleu l'agafa la Direcció General d'Afers Religiosos de la Generalitat de Catalunya, amb la col·laboració de la Filmoteca de Catalunya.
Fins a l'any 2015 la Mostra era un certamen circumscrit bàsicament a la ciutat de Barcelona. El 2015, gràcies a la col·laboració de Obra Social "la Caixa", la Mostra s'estén arreu de Catalunya, amb projeccions als caixaforums de Girona, Lleida i Tarragona. Aquesta edició del certamen acull 3.000 espectadors.
L'any 2016, la Mostra incorpora la participació dels cinemes Verdi de Barcelona. També s'hi incorporen sis centres penitenciaris de Catalunya, gràcies a la col·laboració de la Direcció General de Serveis Penitenciaris del Departament de Justícia. El certamen inclou una retrospectiva sobre Krzysztof Zanussi a la Filmoteca de Catalunya.
La Mostra forma part de Catalunya Film Festivals, la Coordinadora de Festivals i Mostres de Cinema i Vídeo de Catalunya (CFF).|}
La Mostra supera els 5.000 espectadors.
En l'edició de 2017, la Mostra porta a la Filmoteca de Catalunya una retrospectiva sobre Terrence Malick. En aquesta edició la Mostra arriba a 30 sales de 12 ciutats de Catalunya, amb 69 projeccions i més de 5.000 espectadors.

## Informació relacionada
El portal Cinema espiritual i de les religions dona a conèixer, per mitjà del format audiovisual i a través de la mirada cinematogràfica, la diversitat religiosa i de creences que existeix a tot el món, i també a casa nostra.
Conté informació sobre: El Fons filmogràfic de les religions i la Mostra de Cinema Espiritual de Catalunya. El Fons filmogràfic és una base de dades que recull, de forma catalogada i d'accés lliure, una extensa producció cinematogràfica mundial referent a les diferents tradicions religioses. La Direcció General d'Afers Religiosos va crear el Fons l'any 2014 i l'actualitza periòdicament amb la coordinació de Joan-Andreu Rocha Scarpetta, autor del llibre Cinema, religions i cultures. Actualment el Fons aplega prop de 3.000 títols.